# Völkerschlachtdenkmal
Il Völkerschlachtdenkmal (in italiano: "Monumento alla Battaglia delle Nazioni") è un monumento che si trova a Lipsia, in Germania, dove fu combattuta l'omonima battaglia nel 1813, nota anche come Battaglia delle Nazioni che segnò la disfatta di Napoleone.
Il monumento fu edificato dove sorgeva il comando di Napoleone durante la battaglia.
È uno degli elementi caratteristici della città sassone, e uno dei più grandi monumenti europei.

## Storia
Costruito con fondi di donazione, fu iniziato nel 1897 e completato nel 1913 per il primo centenario della battaglia. L'idea originaria fu lanciata nel 1814 dal poeta Ernst Moritz Arndt, che combatté alla battaglia di Lipsia, e fu accolta dall'architetto Karl Friedrich Schinkel che nel 1816 propose un progetto. La situazione politica della Germania pre-unitaria tuttavia non consentiva la realizzazione di un'opera delle proporzioni immaginate. Il monumento fu poi progettato dall'architetto Bruno Schmitz.
È una struttura in porfido e granito, a forma di torre, di gusto fin de siècle. L'interno e l'esterno sono decorati con sculture allegoriche, la principale delle quali - un bassorilievo alto 18 metri - rappresenta sul frontone l'Arcangelo Michele con la scritta Gott mit Uns (Dio con noi). 
In cima è realizzata una terrazza panoramica dalla quale è possibile vedere l'intera città e un panorama che si estende fino al confine con la Boemia. Per raggiungerla occorre salire 364 scalini, anche se parte della salita è agevolata da un ascensore. Raggiunge l'altezza di 91 m ed è in gran parte opera degli scultori Christian Behrens e Franz Metzner.
La struttura fu danneggiata durante i combattimenti alla fine della seconda guerra mondiale, ma venne restaurata dal governo della Repubblica Democratica Tedesca. A differenza di altri monumenti inneggianti al nazionalismo tedesco e distrutti dopo la guerra, questo venne infatti tollerato dai sovietici nel nome di una rinnovata amicizia russo-tedesca: infatti contro Napoleone a Lipsia avevano combattuto le armate di Russia,  Austria e Prussia.
Caduto comunque in degrado strutturale, il monumento è stato oggetto di un'ampia campagna di restauro concepita nel 1999 e iniziata nel 2003, con l'obiettivo di ospitarvi importanti iniziative musicali (quali il Wave Gotik Treffen) e conclusione prevista per il 2013 (bicentenario della battaglia). Svariati lavori sono stati completati entro tale data, mentre la sistemazione della vasca antistante è terminata solo nel 2018; al 2019, alcuni interventi erano ancora da completare.

## Galleria d'immagini

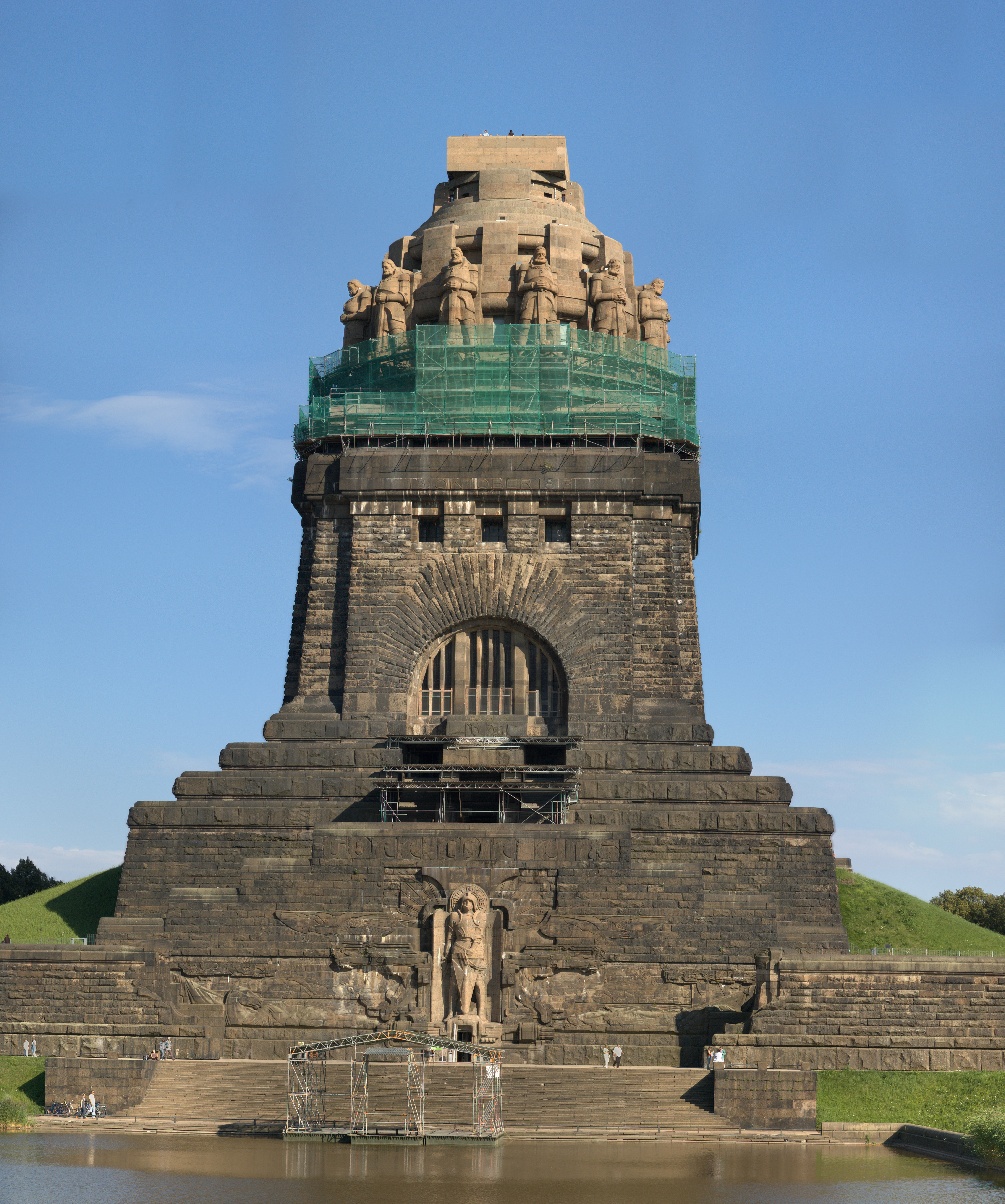
Esterno
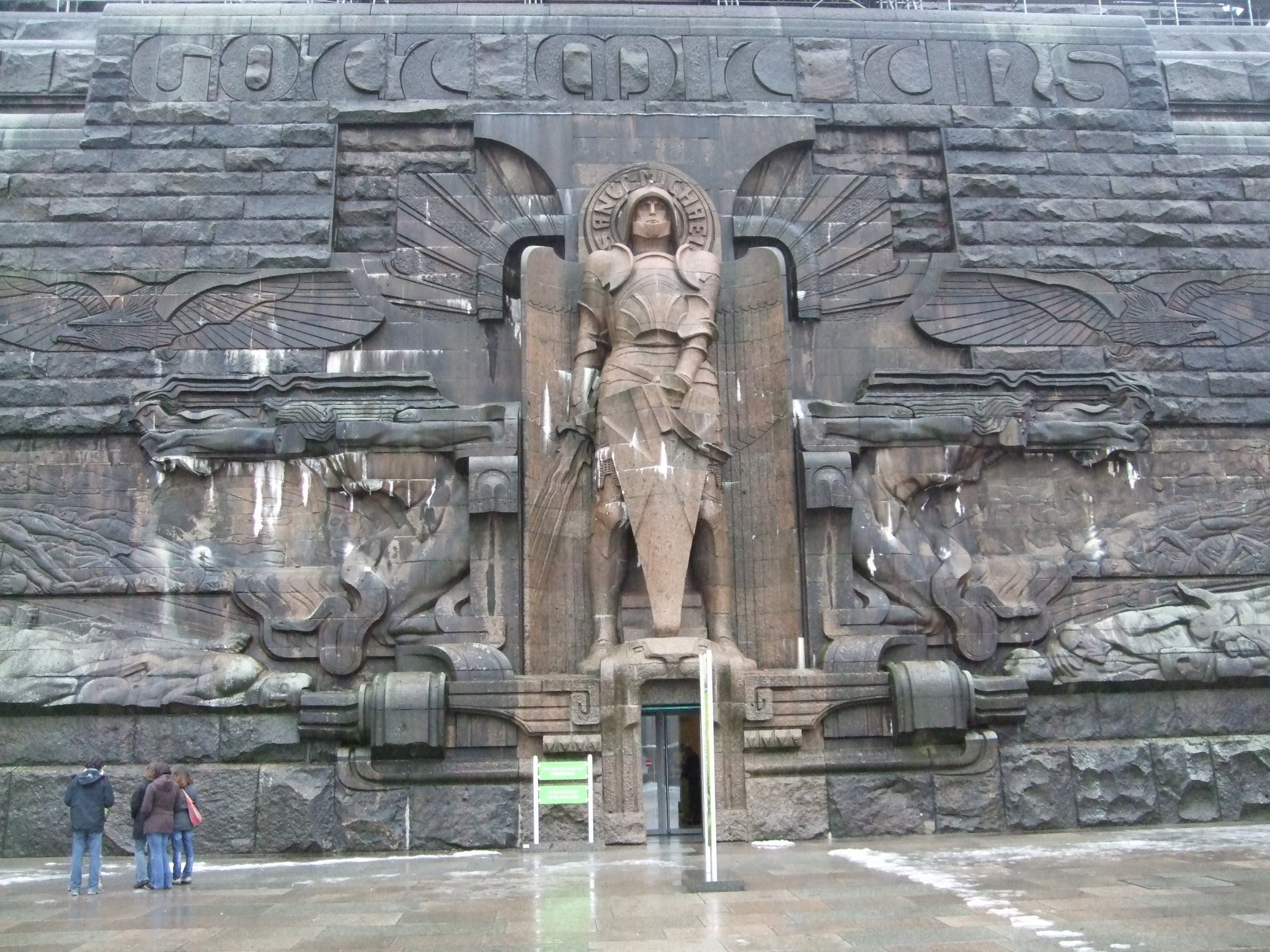
ingresso
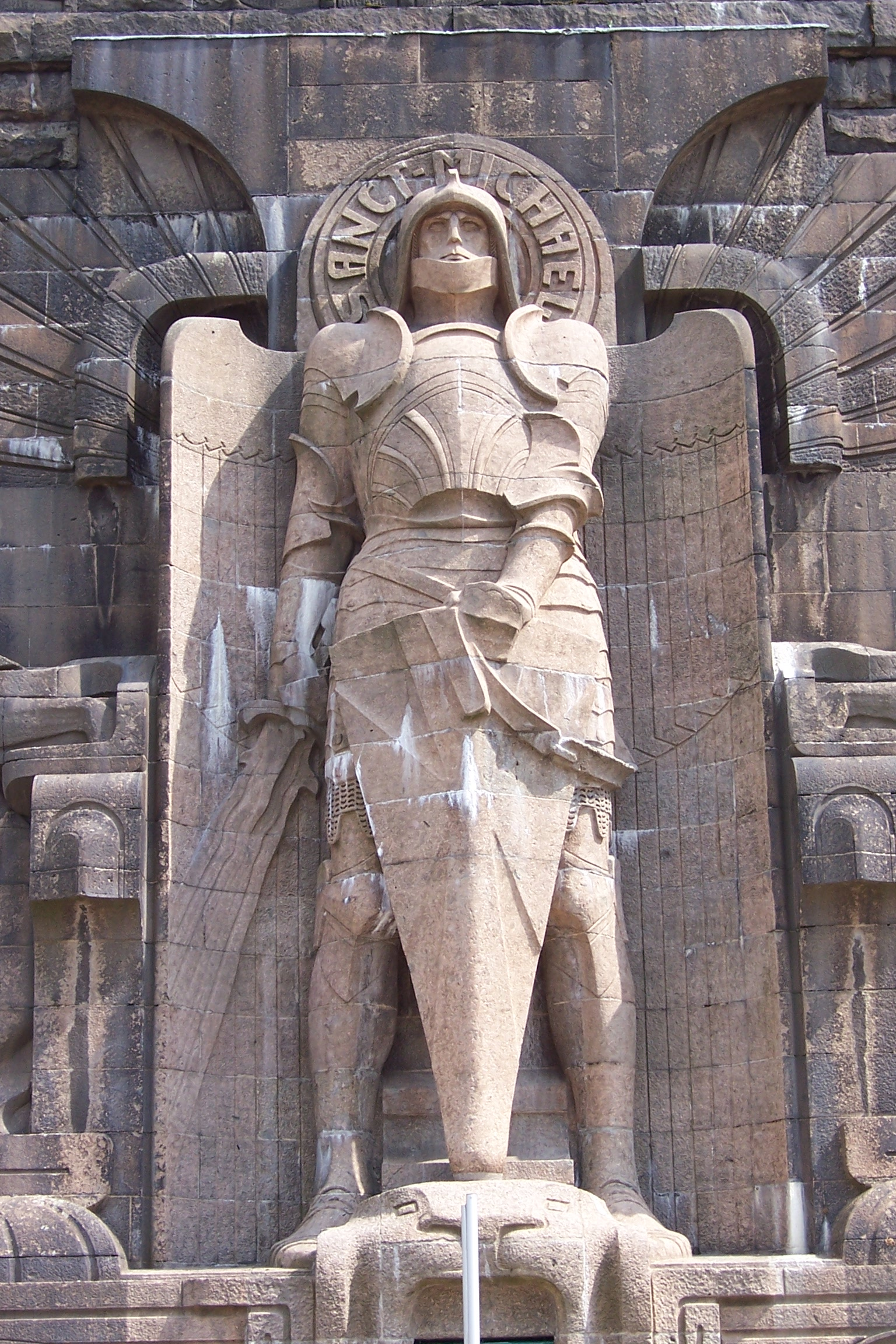
L'Arcangelo Michele
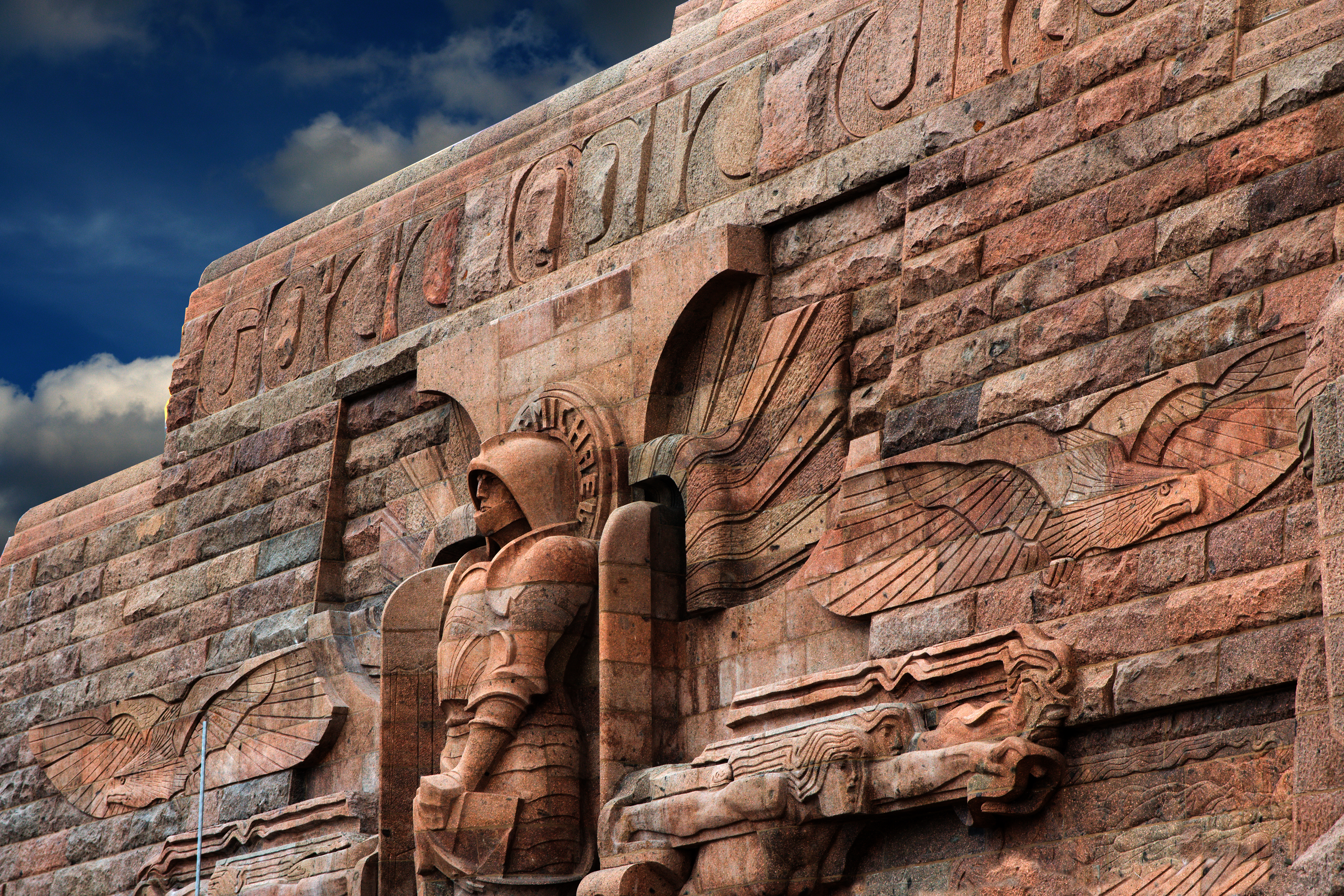
Veduta del rilievo dal lato destro, con l'iscrizione Gott mit uns
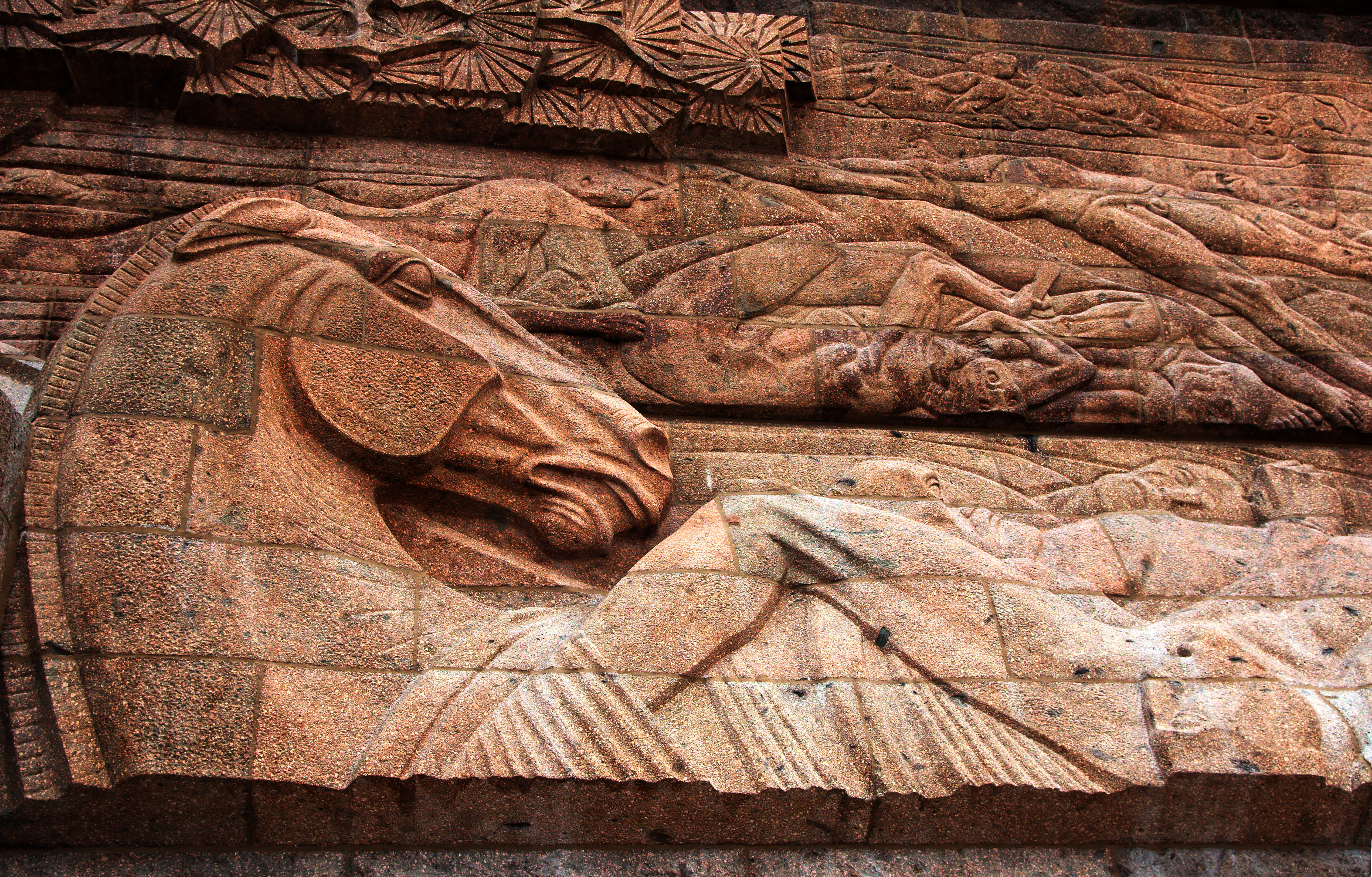
Particolare di un cavallo sul lato sinistro del rilievo frontale
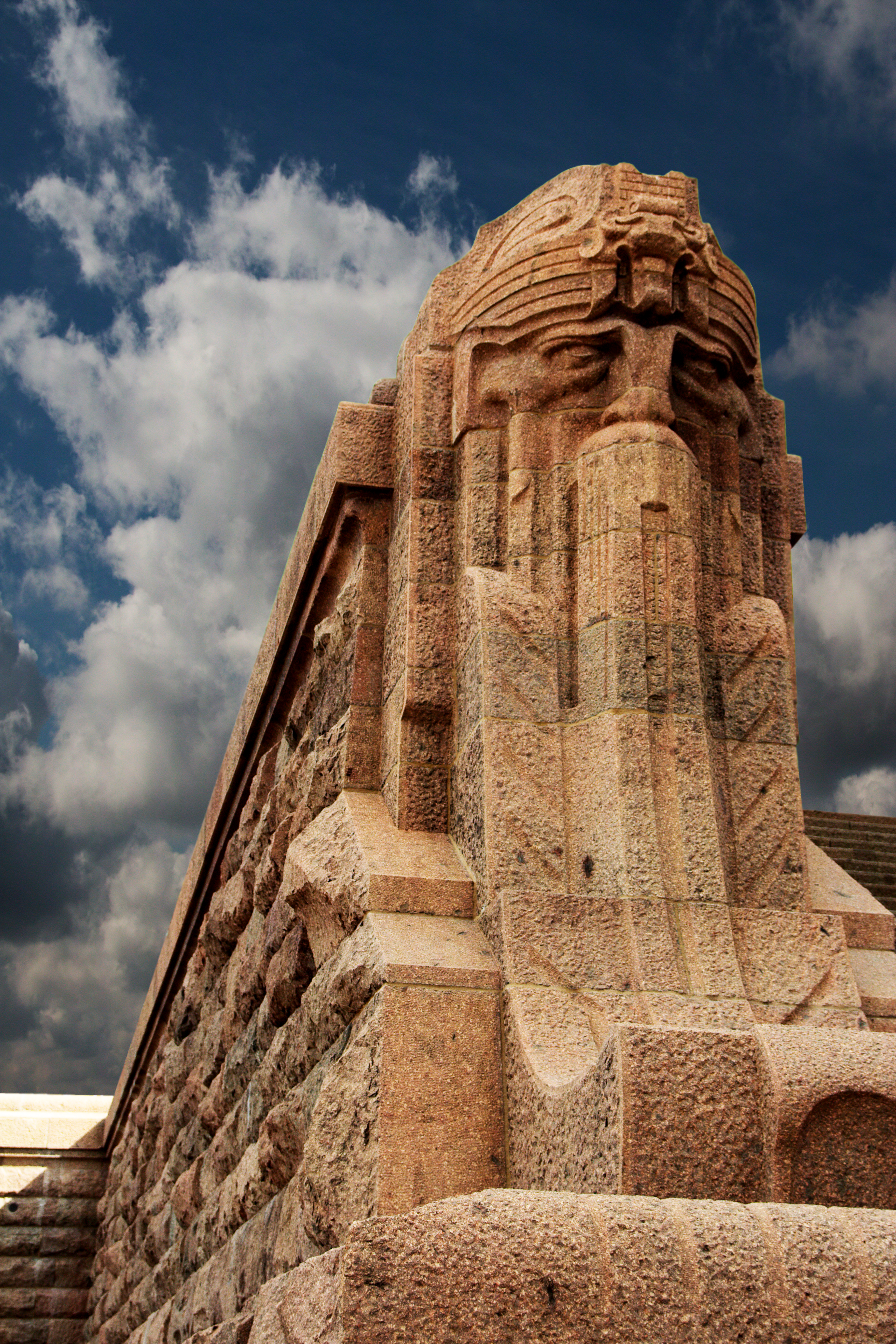
Uno dei capi del Barbarossa accanto alle scale
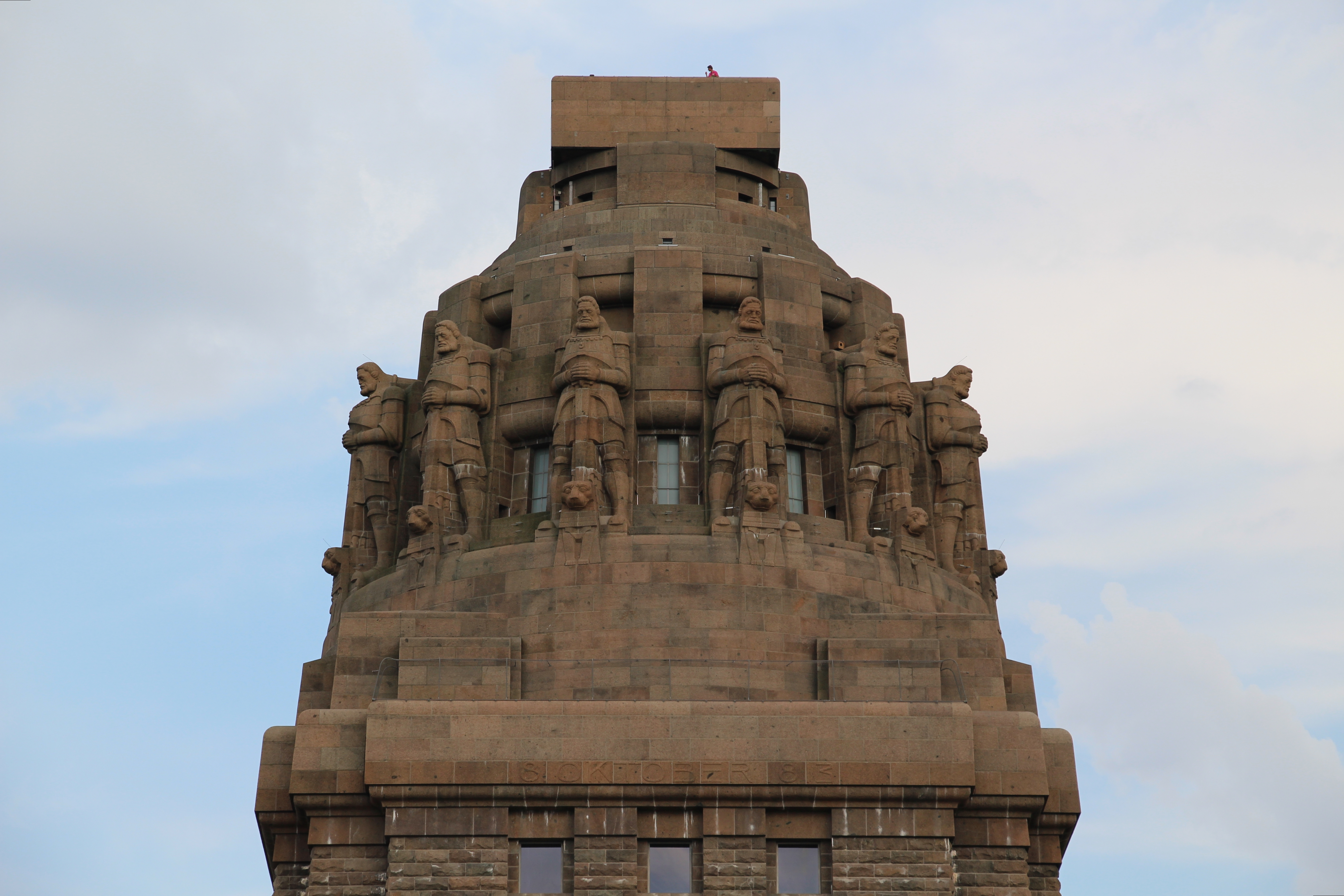
Veduta delle statue dei guardiani all'esterno della cupola
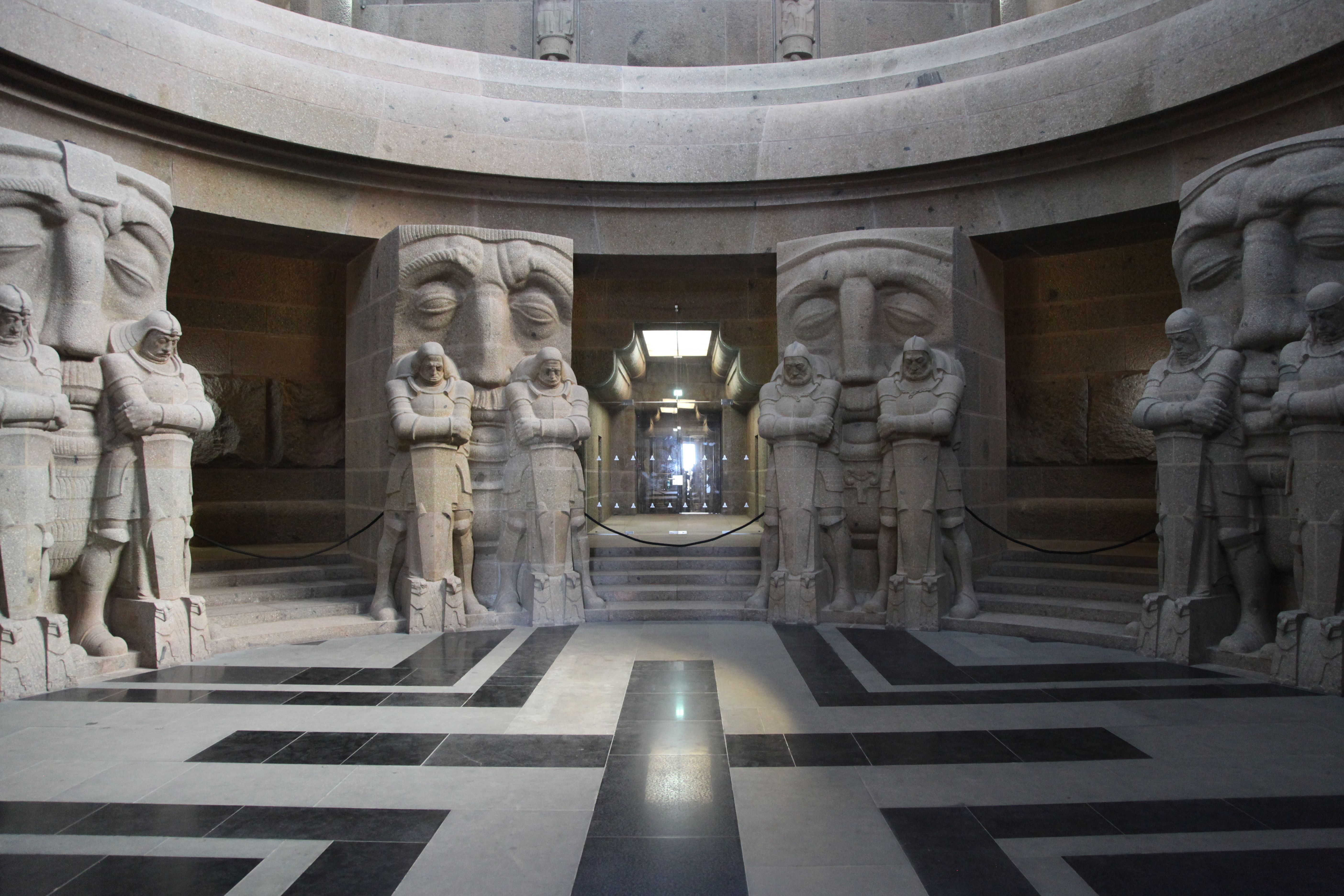
Vista dall'interno della cripta con visibili i guerrieri di guardia e le maschere mortuarie
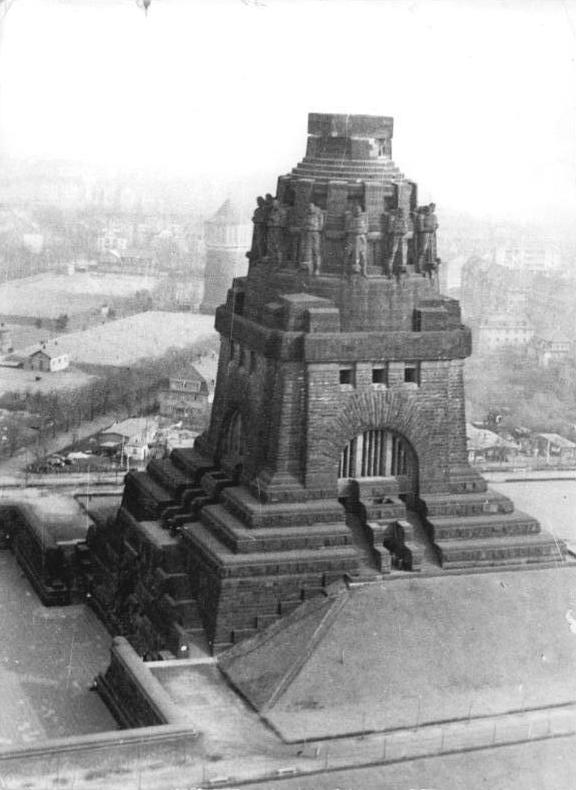
Monumento nel 1957